# Amauris psyttaloides
Amauris psyttaloides är en fjärilsart som beskrevs av Embrik Strand 1913. Amauris psyttaloides ingår i släktet Amauris och familjen praktfjärilar. Inga underarter finns listade i Catalogue of Life.